# 滋賀県道311号途中志賀線

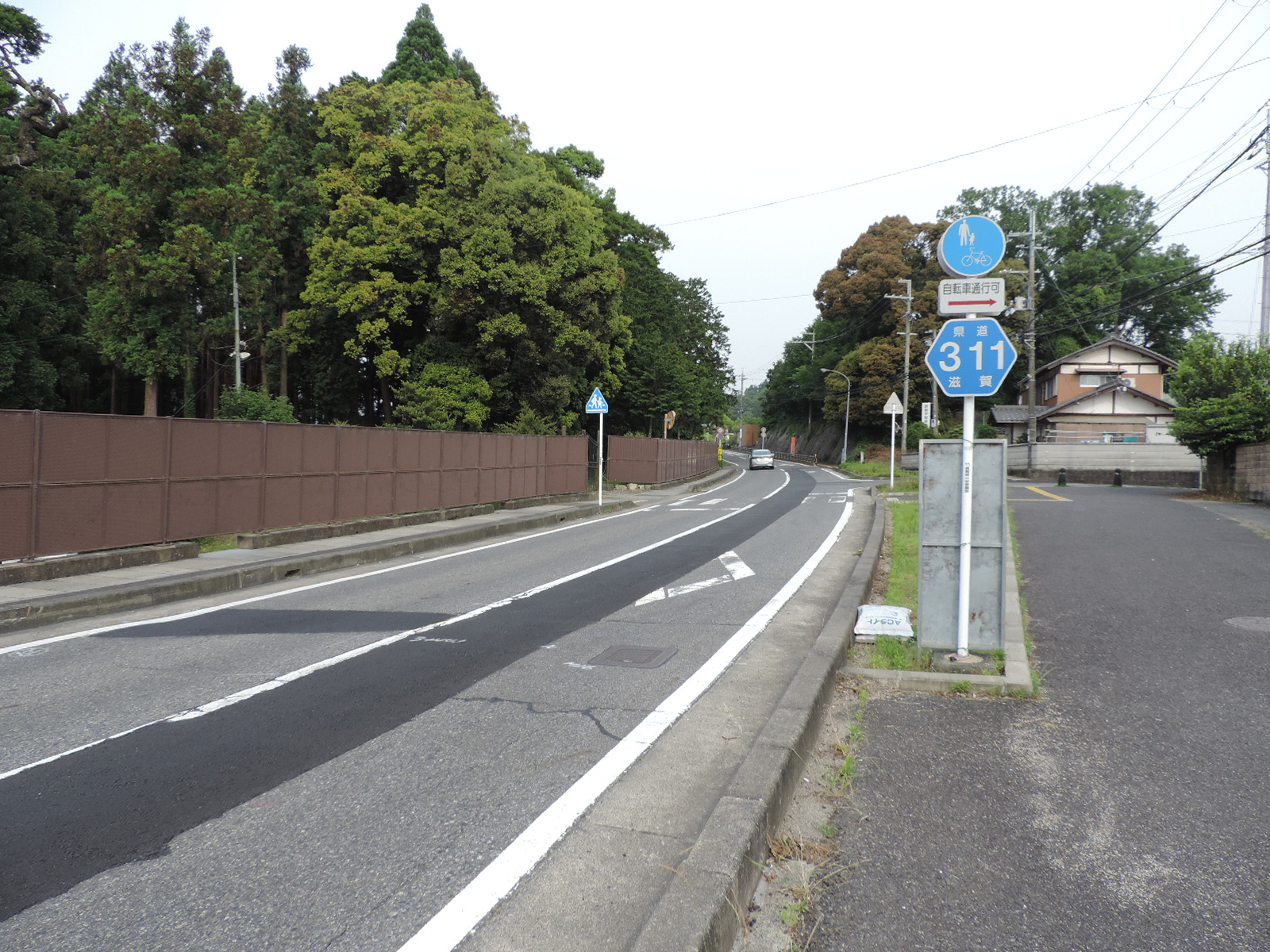
天皇神社付近
2020年6月

滋賀県道311号途中志賀線（しがけんどう311ごう とちゅうしがせん）は、滋賀県大津市を通る一般県道である。

## 概要
大津市伊香立途中町から大津市和邇南浜に至る。
京都市大原・大津市途中方面から和邇地区への抜け道的な存在である。和迩ICへのアクセス路としても用いられる。
和邇今宿付近から南浜交差点は狭く滋賀県道558号高島大津線からの右折での進入が軽車両を除いて禁止されており、大型車両の通過に適さないほか、和邇川の南に並走する和迩ICへの代替アクセス路も湖西線のガード下で高さ3.6 m制限があることから、北側の和邇駅や南側の小野駅付近へと延びる市道（国道161号の旧々道）が迂回路として用いられている。

### 路線データ
- 起点：大津市伊香立途中町（国道477号交点）
- 終点：大津市和邇南浜
- 総延長：6.1 km

## 歴史
- 1958年（昭和33年）7月26日 - 路線認定[1]。
- 2014年（平成26年）8月13日 - 伊香立途中町 - 伊香立下龍華町の旧道1,596 mの旧道を県道区域から外す[2]。

## 路線状況

### 道路施設

#### 橋梁
- 下龍華橋（和邇川、大津市）

## 地理

### 通過する自治体
- 大津市

### 交差する道路
| 交差する道路                                                                                  | 交差する場所 | 交差する場所 |
| --------------------------------------------------------------------------------------------- | ------------ | ------------ |
| 国道477号 / レインボーロード                                                                  | 伊香立途中町 | 起点         |
| 国道161号 / 湖西道路                                                                          | 和邇中       | 和迩IC       |
| 滋賀県道558号高島大津線 滋賀県道601号守山大津志賀自転車道線 / びわ湖レークサイド自転車道 重複 | 和邇南浜     | 南浜交差点   |

### 交差する鉄道
- 湖西線

### 沿線
- 還来神社
- 福寿禅寺
- 道の駅妹子の郷
- 大津赤十字志賀病院
- 天皇神社
- 大津市立和邇小学校
- 比良ゴルフコース